# SEAT Tarraco
SEAT Tarraco (укр. СЕАТ Террако) — середньорозмірний SUV іспанського автовиробника SEAT (дочірнє підприємство Volkswagen AG).

## Опис

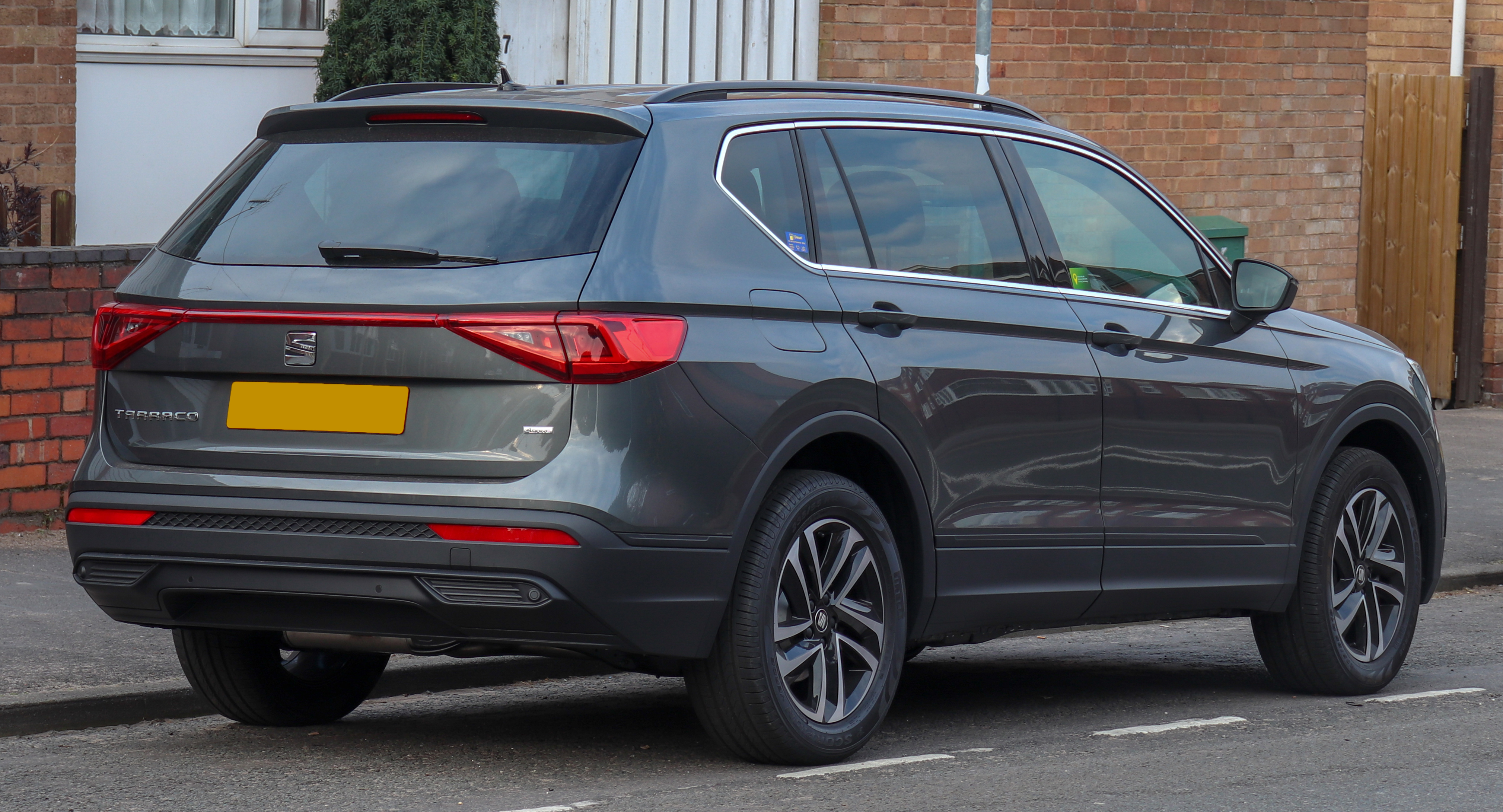
SEAT Tarraco

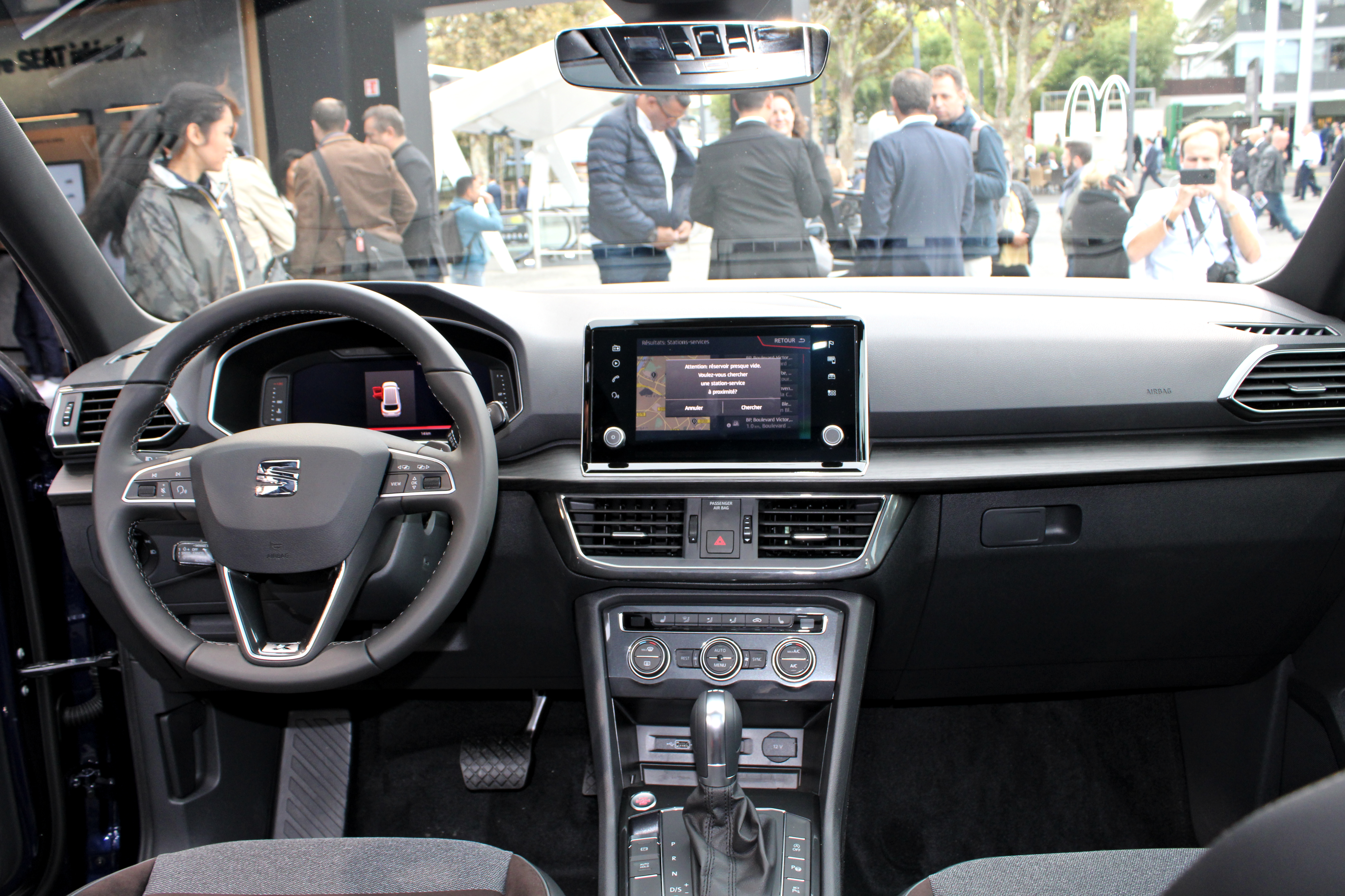
SEAT Tarraco

Локальна прем'єра моделі Seat Tarraco пройде 18 вересня 2018 року в іспанському місті Таррагона, стародавнє ім'я якого отримав новобранець. Потім кросовер відправиться на Паризьке автошоу, що відкривається четвертого жовтня.
Довжина Tarraco - 4735 мм, колісна база - 2787 мм. Террако збудовано на новій модульній платформі (MQB) зі стійками McPherson спереду і чотирьохважільою підвіскою ззаду. 
У Tarraco є два бензинових і стільки ж дизельних варіантів. Базовою вважається «турбочетвірка» 1.5 TSI (150 к.с., 250 Нм), слідом йде мотор 2.0 TSI (190 к.с., 420 Нм), а зі «сторони солярки» виступають агрегати 2.0 TDI потужністю, знову ж таки, 150 і 190 сил (340 і 400 Нм). Вибір коробок - шестиступінчаста «механіка» або семидіапазонний «робот». Передній привід – стандартний, та як опцією можна удосконалити автомобіль системою повного приводу з муфтою Haldex 5. Найздібніший бензиновий Tarraco розмінює сотню за вісім секунд і досягає 211 км/год.

## Двигуни
Бензинові
- 1.5 TSI VW EA211 evo Р4 150 к.с. 250 Нм
- 2.0 TSI VW EA888 Р4 190 к.с. 420 Нм

Дизельні
- 2.0 TDI VW EA288 Р4 150 к.с. 340 Нм
- 2.0 TDI VW EA288 Р4 190 к.с. 400 Нм

## Виробництво
| рік       | 2018  | 2019   |
| --------- | ----- | ------ |
| вироблено | 2,398 | 38,721 |